# IMSAI 8080

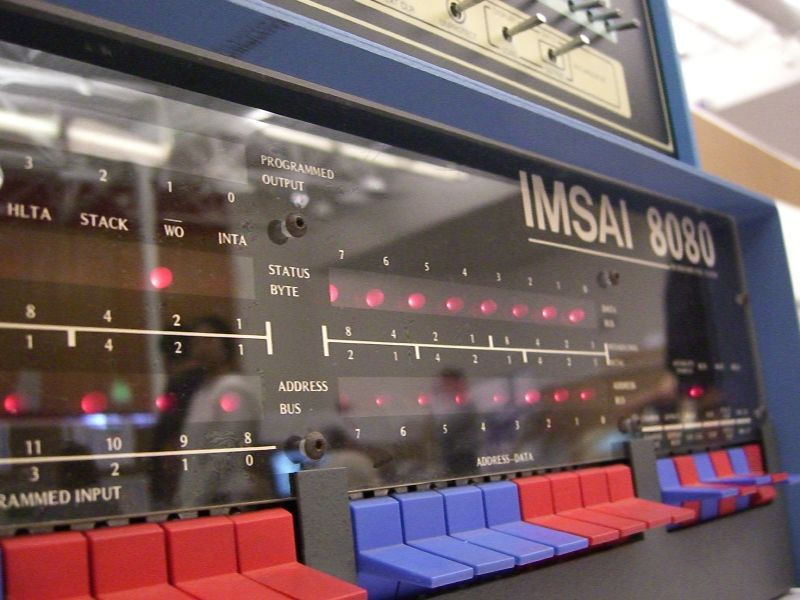
IMSAI 8080.

El IMSAI 8080, presentado en agosto de 1975, fue uno de los primeros microcomputadores. Estaba basado en el Intel 8080 y el bus S-100. Era compatible con su principal competidor, el todavía más temprano Altair 8800 de MITS, en el cual fue inspirado. El IMSAI en gran parte se mira como el primera computador "clon". La máquina IMSAI corrió una versión altamente modificada del sistema operativo CP/M llamado IMDOS. Fue desarrollado, fabricado y vendido por IMS Associates, Inc. Más tarde renombrado como IMSAI Manufacturing Corp. En total, entre 17.000 y 20.000 unidades fueron producidas desde 1975 hasta 1978. Mucho más recientemente, fue desarrollado y lanzado un kit IMSAI Series Two, ofreciendo un CPU Zilog eZ80 de 50 MHz.

## Historia
En mayo de 1972, Bill Millard comenzó el negocio individualmente como IMS Associates (IMS) en el área de la consultoría e ingeniería de computadores, usando su hogar como oficina. Hacia 1973, Millard fundó IMS Associates, Inc. Millard pronto encontró capital para su negocio, y recibió varios contratos, todos para el diseño de software.
En 1974, IMS fue llamada por un cliente que quería un sistema tipo "estación de trabajo" que pudiera completar trabajos para cualquier representante de venta de automóviles nuevos de General Motors. IMS planeó un sistema que incluía un terminal, un pequeño computador, una impresora y software especial. Cinco de estas estaciones de trabajo debían tener acceso común a un disco duro, que sería controlado por una pequeña computadora. Al final, el desarrollo de producto fue detenido. Bill Millard y su ingeniero en jefe, Joe Killian, se orientaron hacia el microprocesador. Intel había anunciado el microprocesador 8080, y en comparación con el 4004 con el cual IMS Associates se inició al principio, el 8080 se veía como un "computador verdadero". Fue puesto en la acción el desarrollo a escala completa del IMSAI 8080, y por 1975 un anuncio fue colocado en la revista Popular Electronics (Electrónica Popular), recibiendo reacciones positivas.
El IMS envió el primer kit IMSAI 8080 el 16 de diciembre de 1975. En 1976, IMS fue renombrada como IMSAI Manufacturing Corporation porque para entonces era una compañía de fabricación, no una firma de consulta. Para octubre de 1979, IMSAI Corporation había entrado en bancarrota, y la marca registrada de 'IMSAI' fue vendida a Fisher-Freitas Co, que continuó fabricando los computadores bajo nombre de IMSAI, sin embargo estos modelos eran diferentes que las originales producidas por IMS e IMSAI Manufacturing Corporation.

## Usos
El IMSAI 8080 fue utilizado para:
- Aplicaciones de procesamiento de datos en pequeños negocios
- Sistemas de comunicaciones de datos y entrada de datos
- Aplicaciones científicas
- Educación y desarrollo en ciencias de la computadora
- Aplicaciones bancarias y de seguros
- Aplicaciones militares y del gobierno general
- Sistemas del computador personal

## IMSAI en la cultura popular
Un IMSAI 8080 y un módem de tipo acoplamiento acústico estaban entre las herramientas de hackear usadas por el personaje principal de la película Juegos de guerra (WarGames) de 1983. Sin embargo, por 1983 el acoplamiento acústico era anticuado. Fue seleccionado sobre un modelo más moderno de modo que la audiencia lo pudiera reconocer inmediatamente como el dispositivo que interconectaba con el teléfono.